# Копыркин, Сергей Павлович
Сергей Павлович Копыркин (род. 14 декабря 1962) — советский и российский дипломат. Чрезвычайный и полномочный посол (2021).

## Биография
Окончил Московский государственный институт международных отношений (МГИМО) МИД СССР (1985). Владеет английским, французским и испанским языками. На дипломатической работе с 1985 года.
- В 1985—1986 годах — сотрудник Посольства СССР в Камеруне.
- В 1986—1988 годах — сотрудник Посольства СССР в Нигере.
- В 1990—1994 годах — сотрудник Посольства СССР/России в Руанде.
- В 2000—2005 годах — сотрудник Посольства России в Великобритании.
- В 2006—2011 годах — заместитель директора Первого департамента стран СНГ МИД России.
- В 2011—2018 годах — заместитель постоянного представителя России при ЕС и Евратоме в Брюсселе (Бельгия).
- С 6 апреля 2018 года — чрезвычайный и полномочный посол Российской Федерации в Армении[1].

## Дипломатический ранг
- Чрезвычайный и полномочный посланник 2 класса (13 апреля 2009)[2]
- Чрезвычайный и полномочный посланник 1 класса (10 февраля 2017)[3]
- Чрезвычайный и полномочный посол (28 декабря 2021)[4].

## Награды
- Медаль ордена «За заслуги перед Отечеством» II степени (30 декабря 2022) — за большой вклад в реализацию внешнеполитического курса Российской Федерации и многолетнюю добросовестную дипломатическую службу[5].
- Благодарность президента Российской Федерации (13 декабря 2011) — за большой вклад в реализацию внешнеполитического курса Российской Федерации и многолетнюю добросовестную работу[6].

## Семья
Женат, имеет сына.